# Mistrovství Evropy v ledním hokeji 1921
6. Mistrovství Evropy v ledním hokeji se konalo 21. února ve Stockholmu ve Švédsku. Do historie vešlo jako nejkratší, protože se ho zúčastnila pouze dvě mužstva. První mezinárodní titul zde získali hokejisté Švédska.

## Průběh
Na kongresu LIHG, který se konal během hokejového turnaje na OH v Antverpách, bylo československým zástupcům nabídnuto pořadatelství ME 1921. Důvodem bylo, že československý hokejový svaz byl přímým nástupcem Českého svazu hokejového v LIHG (členství Čech v LIHG nikdy nezaniklo, bylo jen převedeno na Československo), který byl posledním mistrem Evropy a měl být pořadatelem ME 1915.
Česká strana ale pořadatelství odmítla z obavy ze špatného počasí a nabídla pořadatelství Švédsku. Švédská strana tuto nabídku přijala. Účast na turnaj přislíbily všechny země, které se zúčastnily OH v Antverpách (Kanada, USA, Švýcarsko, Francie, Belgie a Československo). Turnaj měl být druhým mistrovstvím světa, ale zámořské i evropské týmy postupně odmítly vážit dlouhou cestu na sever Evropy. Českoslovenští hokejisté se však jako obhájci titulu mistra Evropy (navazovali přirozeně na české účasti na předválečných mistrovstvích) přijet rozhodli. Domácí byli za tuto skutečnost vděčni a soupeři dovolili v dějišti odehrát dvě přípravná střetnutí proti tamním klubům.
Jediné utkání mistrovství se hrálo na stadiónu, který sloužil při Letních olympijských hrách v roce 1912 za umělého osvětlení. Než si českoslovenští hráči na tuto novinku zvykli, rychle prohrávali. Přes zlepšení ve druhé části střetnutí již náskok soupeře nedokázali dohnat. Domácí publikum pak oslavovalo zdařilou odvetu za utkání o bronzové medaile z olympiády, která se konala o rok dříve.
- Konečný výsledek zápasu je sporný. Švédská hokejová federace uznává výsledek 7:4.
- Národní listy ve svém článku z 18. 2. 1922 (Češi dobývají mistrovství Evropy po třetí, a tím definitivně poháru) k tomuto utkání uvádějí, že zápas podle výroku Kanadského (ve skutečnosti Amerického) rozhodčího skončil 6:4.

## Výsledek a pořadí
| 1. | Švédsko        |
| 2. | Československo |

 Švédsko –  Československo 	6:4 (4:1, 2:3)
21. února 1921 (19:55) – Stockholm (Olympiastadion)

Branky a nahrávky Švédska: 1:0 5. Einar Lundell, 2:0 8. Erik Burman (Einar Svensson), 3:0 10. Burman (Georg Johansson-Brandius), 4:0 15. Georg Johansson-Brandius (Einar Lindqvist), 5:1 23. Georg Johansson-Brandius (Erik Burman), 24. Erik Burman (Einar Svensson) (tento gól Česká strana neuznává), 6:4 35. Erik Burman (Georg Johansson-Brandius).

Branky a nahrávky Československa: 4:1 19. Valentin Loos (Karel Pešek), 5:2 27. Josef Šroubek (Karel Pešek), 5:3 33. Valentin Loos (Jaroslav Jirkovský), 5:4 34. Jaroslav Jirkovský (Karel Pešek).

Rozhodčí: Raoul Le Mat (USA)

Vyloučení: (2pol) Einar Lindqvist na 2 min, (2pol) Einar Lundell na 2 min – (1pol) Palouš na 2 min.

Diváků: 6 000
Švédsko: Sven Säfwenberg – Einar Lindqvist, Einar Lundell – Georg Johansson-Brandius, Erik Burman, Einar Svensson – Wilhelm Arwe
ČSR: Karel Wälzer – Jan Pallausch (Palouš), Otakar Vindyš – Jaroslav Jirkovský, Josef Šroubek, Karel Pešek – Valentin Loos.

## Soupisky
1.  Švédsko

Brankáři: Sven Säfwenberg.

Obránci: Einar Lundell, Einar Lindqvist, (Erik Abrahamsson nenastoupil).

Útočníci: Wilhelm Arwe, Erik Burman, Georg Johansson-Brandius,Einar Svensson, (Gunnar Galin a Louis Woodzack nenastoupili).
2.  Československo

Brankáři: Karel Wälzer, (Jaroslav Hamáček nenastoupil).

Obránci: Jan Pallausch (Palouš), Otakar Vindyš, (nenastoupil Karel Hartmann).

Útočníci: Josef Šroubek, Karel Pešek,Jaroslav Jirkovský, Valentin Loos, (Jan Fleischmann, Karel Kotrba a Karel Trachta nenastoupili).

Vedoucí výpravy: předseda svazu J. Říha.